# Даніель Браво
Даніе́ль Браво́ (фр. Daniel Bravo, нар. 9 лютого 1963, Тулуза) — французький футболіст, півзахисник.
Насамперед відомий виступами за клуб «Парі Сен-Жермен», а також національну збірну Франції.
Триразовий володар Кубка Франції. Володар Суперкубка Франції. Чемпіон Франції. Володар Кубка французької ліги. Володар Кубка Кубків УЄФА.

## Клубна кар'єра
У дорослому футболі дебютував 1980 року виступами за команду клубу «Ніцца», в якій провів три сезони, взявши участь у 91 матчі чемпіонату. 
Згодом з 1983 по 1989 рік грав у складі команд клубів «Монако» та «Ніцца». Протягом цих років виборов титул володаря Кубка Франції, ставав володарем Суперкубка Франції.
Своєю грою за останню команду привернув увагу представників тренерського штабу клубу «Парі Сен-Жермен», до складу якого приєднався 1989 року. Відіграв за паризьку команду наступні сім сезонів своєї ігрової кар'єри. Більшість часу, проведеного у складі «Парі Сен-Жермен», був основним гравцем команди.
Протягом 1996—1999 років захищав кольори клубів «Парма», «Олімпік» (Ліон) та «Олімпік» (Марсель).
Завершив професійну ігрову кар'єру у клубі «Ніцца», у складі якого вже виступав раніше. Прийшов до команди 1999 року, захищав її кольори до припинення виступів на професійному рівні у 2000 році.

## Виступи за збірну
У 1982 році дебютував в офіційних матчах у складі національної збірної Франції. Протягом кар'єри у національній команді, яка тривала 8 років, провів у формі головної команди країни лише 13 матчів, забивши 1 гол.
У складі збірної був учасником чемпіонату Європи 1984 року у Франції, здобувши того року титул континентального чемпіона.

## Титули і досягнення
- Володар Кубка Франції (3):

«Монако»:  1984-85
«Парі Сен-Жермен»:  1992-93, 1994-95
- Володар Суперкубка Франції (1):

«Монако»: 1985
- Чемпіон Франції (1):

«Парі Сен-Жермен»:  1993-94
- Володар Кубка французької ліги (1):

«Парі Сен-Жермен»:  1994-95
- Переможець Кубка володарів кубків (1):

«Парі Сен-Жермен»: 1995-96
- Чемпіон Європи:

 Франція: 1984